# سامي الصقير
سامي بن محمد بن عبد الله الصُّقَير، من علماء الشريعة الإسلامية في المملكة العربية السعودية.
عالم سعودي، عضو هيئة كبار العلماء السعودية منذ أكتوبر 2020، وأستاذ جامعي بجامعة القصيم  ، والمدرس بالحرمين الشريفين، وعضو المجمع الفقهي التابع لرابطة العالم الإسلامي.

## التعليم
تخرج من كلية الشريعة وأصول الدِّين، جامعة الإمام محمد بن سعود الإسلامية فرع القصيم، عام 1410هـ، 
عُين معيدًا في قسم الفقه عام 1411هـ.
وحصل على درجة الماجستير من كلية الشريعة في الرياض، جامعة الإمام محمد بن سعود الإسلامية، عام 1417هـ، وعنوان الرسالة: (أحكام الحرم المكي).
وعُين محاضرًا في قسم الفقه عام 1417هـ.
وحصل على درجة الدكتوراه من المعهد العالي للقضاء، عام 1422هـ، وعنوان الرسالة: (حاشية الخَلوتي على منتهى الإرادات- تحقيق ودراسة).
وعُين أستاذًا مساعدًا في قسم الفقه عام 1422 هـ.
وحصل الشيخ سامي الصقير على درجة الأستاذية في الفقه (بروفيسور) عام 1434هـ.
وهو من أخص طلاب فضيلة الشيخ العلّامة محمد بن صالح العثيمين رحمه الله تعالى، فقد لازمه من عام 1403هـ إلى وفاته عام 1421هـ.
وكان الصقير عضوًا لهيئة التدريس في جامعة القصيم كلية الشريعة قسم الفقه، ورئيسًا لمجلس إدارة جمعية تحفيظ القرآن الكريم الخيرية في محافظة عنيزة، وعضوًا في مجلس الإدارة في مؤسسة الشيخ محمد بن صالح العثيمين الخيرية.
وعمل كذلك في الإمامة والتدريس بجامع الشيخ ابن عثيمين خلفًا لشيخه، وكان مشرفًا على رعاية شؤون طلبة العلم في جامع الشيخ ابن عثيمين، وعمل في التدريس في الحرمين الشريفين. 

## المناصب
من المناصب التي تولّاها:
- أستاذ الفقه في كلية الشريعة.
- المشرف على كرسي الشيخ ابن عثيمين للدراسات الشرعية.
- عضو اللجنة العليا لكراسي البحث العلمي.
- الإمامة والخطابة والتدريس في «جامع الشيخ ابن عثيمين» خلفًا لشيخه رحمه الله تعالى.
- المشرف على رعاية شؤون طلبة العلم في جامع الشيخ ابن عثيمين.
- عضو مجلس إدارة «مؤسسة الشيخ محمد بن صالح العثيمين الخيرية».
- عضو «هيئة كبار العلماء» منذ 18 أكتوبر (تشرين الأول) 2020.
- عضو المجمع الفقهي التابع لرابطة العالم الإسلامي.

## بحوث ودراسات
وبالنسبة إلى أبرز البحوث والدِّراسات التي قدمها الشيخ الصقير ما يلي:
- حاشية على الإقناع وشرحه؛ للشيخ عبد الرحمن السعدي، تحقيق ودراسة.
- أحكام المبيت في منى.
- أحكام التعجل من منى.
- المصالحة على أكثر من المقدر شرعًا أو عُرفًا.
- العذر المسقط للقيام في صلاة الفريضة.
- حاشية على منتهى الإرادات وشرحه؛ للشيخ عبد الرحمن السَّعدي، تحقيق ودراسة.
- أحكام صيام السِّت من شوال.
- الطواف حال الخطبة في المسجد الحرام.
- الإمامة الكبرى “طُرق ثبوتها والأحكام المترتبة عليها”.
- المنهج الفقهي للشيخ ابن عثيمين في طلاق الثلاث والطلاق في الحيض. (دراسة نظرية تطبيقية).
- المسائل التي خالف فيها صاحب زاد المستقنع المشهور من مذهب الإمام أحمد.
- منهج البهوتي في الروض المربع فيما خالف فيه زاد المستقنع المذهب الحنبلي.
- تكرار ألفاظ الطلاق وصوره على المشهور من المذهب الحنبلي.
- له ساعات صوتية تجاوزت 14000 ساعة صوتية على موقعه العلمي: https://al-soger.com/ar/sounds/0/1
- أقام العديد من الأيام العلمية واللقاءات الدورية لطلاب العلم.
- له مشاركات في البرنامج الشهير (نور على الدرب) على إذاعة القرآن الكريم و(سؤال على الهاتف) على إذاعة نداء الإسلام.
- له دروس يومية على قناة السنة النبوية التابعة لوزارة الإعلام بالمملكة العربية السعودية، مثل شرح كتاب الأربعين النووية وعمدة الأحكام وبلوغ المرام وكتاب التوحيد وغيرها من كتب الحديث.

## تعيينه عضوًا في هيئة كبار العلماء
صدر أمر ملكي من خادم الحرمين الشريفين الملك سلمان بن عبد العزيز حفظه الله تعالى بإعادة تكوين هيئة كبار العلماء برئاسة الشيخ عبد العزيز آل الشيخ، حيث تم تعيين الشيخ الدكتور سامي بن محمد بن عبد الله الصقير عضوًا في الهيئة.